# Budynek Teatru im. Stefana Żeromskiego w Kielcach
Teatr im. Stefana Żeromskiego w Kielcach – jedna z zabytkowych kamienic przy ulicy Sienkiewicza. Od 1946 r. działa tu Teatr im. Stefana Żeromskiego. 

## Historia
Budowa rozpoczęła się w 1877 z polecenia Ludwika Stumpfa. Od jego imienia wziął swą pierwszą nazwę ówczesny Teatr Ludwika. Projektantem kamienicy był Franciszek Ksawery Kowalski, który oprócz teatru zaplanował w niej miejsce także na hotel i restaurację. W międzyczasie swoją siedzibę miał tu Hotel Polski.
W ciągu ponad 100 lat swego istnienia budynek zachował swój pierwotny wygląd.
Od 2021 roku trwa generalny remont siedziby Teatru, który planowo ma zakończyć się w 2023 roku. Na ten czas spektakle są przedstawiane w Wojewódzkim Domu Kultury.